# بانبريستو
شركة بانبريستو المحدودة (بالإنجليزية: Banpresto Co., Ltd. وباليابانية: 株式会社バンプレスト وتلفظ: كابوشيكي-جايشا بانبريسوتو) هي شركة يابانية تقوم بتطوير ألعاب الفيديو. تأسست في أبريل 1977 باسم «هويي سانغيو Hoei Sangyo Co. Ltd.»، ثم حُوَل الاسم إلى «كورلاند Coreland» في مطلع الثمانينات في عام 1982، وفي نفس الفترة كانت كورلاند متعهدة لشركة سيجا وصناديق ألعابها. حصلت الشركة على اسمها الحالي «بانبريستو» عندما قامت شركة بانداي بتملك جزء منها منذ العام 1989، ثم صارت مملوكة بالكامل لشركة نامكو بانداي القابضة Namco Bandai Holding, Inc كفرع من فروعها، وذلك في مارس 2006 (بعد شراء شركة نامكو لشركة بانداي).
قدمت بانبريستو عدة ألعاب فيديو باللغة اليابانية على اقتصار، أكثرها شهرة سلسلة سوبر روبوت وورز وسلسلة سومون نايتس، وقد حظت هاتان السلسلتان بقاعدة معجبين دفع حجمها بانبريستو لإطلاق بعض أجزاء تلك السلاسل إلى سوق الولايات المتحدة. كما قدمت بانبريستو لعبة تينشي مويو! آر بي جي وبانزر بانديت وبعض أجزاء سايلور مون. هذا بالإضافة إلى قيام بانبريستو بتصنيع آلات الفوز بالجوائز Prize-winning.
نُقلت عمليات بانبريستو لألعاب الفيديو إلى ألعاب نامكو بانداي في 1 أبريل 2008 ومعها كل من فرعيها؛ بليجر كاست Pleasure Cast Co. Ltd وهاناياشيكي Hanayashiki Co. Ltd.
يقتصر تركيز بانبريستو بعد الاندماج على تصنيع آلات الفوز بالجوائز.

## وصلات خارجية
- بانبريستو على موقع ANN company (الإنجليزية)
- موقع بانبريستو الرسمي (باليابانية)
- سجل شركة بانبريستو (بالإنجليزية)
- سجل بانبريستو من موقع موبي غيمز